# Peridroma inermis
Peridroma inermis là một loài bướm đêm trong họ Noctuidae.